# 移剌子敬
移剌子敬（1111年—1181年），本名屋骨朵鲁，字同文，金朝契丹族大臣，移剌（耶律）姓，五院部人，拔鲁之子。
移剌子敬读书好学。金熙宗皇统年间，参预修《辽史》，书成，任同知辽州事，完颜亮天德三年（1151年），为翰林修撰，升任礼部郎中。正隆元年（1156年），诸将巡边，奉命监战，升任翰林待制。金世宗大定二年（1162年），以待制同修国史。奉命招抚契丹移剌窝斡起义军余部。改任秘书少监，兼修起居注。博通古今，常被世宗召去讲论古今和时政利害。升任右谏议大夫。建言缩小山后禁猎地，退还百姓耕种。升任秘书监。转任签书枢密院事，同修国史，出任河中、兴中、咸平、广宁等地府尹。大定二十一年（1181年），致仕，为官廉洁，曾经出使南宋，所受诸部进贡，都散发给亲旧。去世后，家无余财，其子质押住宅来经营葬事。